# Borcheltsbusch und Brandkieten
Das Naturschutzgebiet Borcheltsbusch und Brandkieten liegt auf dem Gebiet der Stadt Luckau im Landkreis Dahme-Spreewald in Brandenburg.
Das Gebiet mit der Kenn-Nummer 1307 wurde mit Verordnung vom 26. März 1981 unter Naturschutz gestellt. Das rund 142 ha große Naturschutzgebiet erstreckt sich westlich von Görlsdorf, einem Ortsteil der Stadt Luckau, und südlich der Kernstadt Luckau. Am westlichen Rand des Gebietes fließt die Berste, ein linker Nebenfluss der Spree. Südöstlich erstreckt sich das rund 195 ha große Naturschutzgebiet Görlsdorfer Wald.
Im Naturschutzgebiet Borcheltsbusch hat die Heinz Sielmann Stiftung in den vergangenen Jahren 112 Hektar Moorfläche gekauft.

## Belege
1. ↑  Seltener Wintergast in Sielmanns Naturlandschaften Brandenburg, Sielmann-Stiftung.